# Keleti névsorrend
A keleti névsorrend a személyek teljes nevének olyan sorrendje, amelyben első helyen áll a családnév (egy vagy több vezetéknév), második helyen pedig a személynév (egy vagy több keresztnév). A nemzetközi vagy nyugati névsorrend esetében ez épp fordított: első helyen a személynév, másodikon a családnév áll. Példák a keleti névsorrendre: VÁSÁRHELYI Győző, SZUN Jat-szen; a nyugati névsorrendre: Victor VASARELY, Federico GARCÍA LORCA, Carlos Ray NORRIS.

## Keleti névsorrendet alkalmazó országok
A keleti névsorrendet Magyarországon kívül Kína,  Mongólia, Japán, a két Korea, Szingapúr, Tajvan, Kambodzsa és Vietnám használja hivatalosan, továbbá Malajzián belül a kínai közösség, és a szomszéd országokban élő magyar nemzeti kisebbségek. A világ többi országában (így Ázsia többi államában is) a nemzetközi (nyugati) sorrend a hivatalos. A keleti névsorrend, amely a középkorban még Európa-szerte általános volt, a szláv nyelvű államokban és Romániában ma is nagyon elterjedt, főleg hivatalos kontextusban, emlékműveken, sírköveken.
Példák a keleti névsorrendre:
- magyar: Szabó János
- japán: Murakami Haruki
- kínai: Vang Csö (Wang Zhe), Csang Ji-mou (Zhang Yimou)
- koreai: Pak Cshanho (Park Chan-ho, 박찬호)
- mongol: Altanceceg Szühbátor (Altantsetseg Sukhbaatar, Алтанцэцэг Сүхбаатар)
- khmer: Mia Tara (Meas Tara, មាស តារា)

## A névsorrend megfordítása nemzetközi környezetben

### Keleti sorrendről nyugatira
A magyarok és a japánok kozmopolita többsége külföldön és a globális cybertérben (pl. a közösségi oldalakon) megfordítva, tehát nyugati sorrendben használja a nevét (János Szabó, Haruki Murakami). A kínaiak, koreaiak, vietnámiak konzervatívabbak: külföldön és a közösségi médiában is megtartják a keleti sorrendet, a fenti példában szereplő két kínai név tehát angolul is Wang Zhe ill. Zhang Yimou marad. Azonban a kínai tudósoknál megfigyelhető, hogy nemzetközi publikációban megfordítják a nevüket (a példánál maradva: Yimou ZHANG), ekkor viszont a családnevet általában nagybetűvel szedik a többnyire angol nyelvű könyvekben, folyóiratokban (l. az utalást lentebb). Koreai neveknél azonban a nyugati sorrend is előfordul (Chan-ho Park).
Az ebből fakadó félreértések elkerülése végett a nemzetközi életben egyre gyakoribb, hogy a távol-keleti családneveket csupa nagybetűvel írják: így könnyen azonosítható az illető személy családneve, bármilyen sorrendben is álljon. A nemzetközi eszperantóban a távol-keleti neveknél a családnév nagybetűs írása már helyesírási szabály: MURAKAMI Haruki, WANG Zhe, ZHANG Yimou, PARK Chan-ho.

### Nyugati sorrendről keletire
Némelyik multinacionális vállalat (pl. a francia Thales) a keleti sorrendet követeli meg, ahogy az egyébként nyugati sorrendet alkalmazó országokban számos hivatal is, az egyértelműbb névnyilvántartás, sorba rendezés, rákereshetőség végett (amit megnehezít vagy összezavar, ha a keresztnevek állnak elöl, amelyek többsége tömegesen fordul elő).